# 由阿
由阿（ゆうあ、正応4年（1291年）- 天授5年/康暦元年（1379年）頃?）は、鎌倉時代後期から南北朝時代にかけての時宗の僧・万葉学者。正しくは由阿 弥陀仏。

## 略歴
遊行上人2世他阿真教の門弟となり、相模国清浄光寺に住して『万葉集』の研究に没頭した。貞治4年/正平20年（1365年）、関白二条良基に招かれ、翌貞治5年/正平21年（1366年）に上洛して『万葉集』を講じて自ら著した『詞林采葉抄』を献上した。このとき74歳であった。仙覚の伝統を受け継いで実証的な研究を進め、『拾遺采葉抄』『青葉丹花抄』などを著した。